# Sergey Mikayelyan
Pour les articles homonymes, voir Mikayelyan.
Ne pas confondre avec Sergueï Mikaelian, cinéaste russe.
Sergey Mikayelyan (en arménien : Սերգեյ Միկայելյան et en russe : Сергей Артурович Микаелян ; Sergey Arturovich Mikayelyan), né le 27 avril 1992 à Gorno-Altaïsk dans la république de l'Altaï, est un fondeur arménien. Il a participé aux Jeux olympiques d'hiver de 2010 et de 2014,. Il est également le porte-drapeau arménien aux Jeux olympiques d'hiver de 2014.

## Biographie
Sa mère Alla et son frère Mikayel son aussi fondeurs de haut niveau ayant pris part aux Jeux olympiques.
Sa première sélection a lieu en 2008 pour les Championnats du monde junior à Malles. Il prend part à quatre autres éditions de cette compétition, obtenant un top dix en 2012 à Erzurum avec une huitième place au dix kilomètres classique.
Au niveau élite, il prend part à son premier championnat du monde en 2009 à Liberec, puis à ses premiers jeux olympiques en 2010 à Vancouver et enfin  fait ses débuts dans la Coupe du monde en fin d'année 2010 à Kuusamo.
Il obtient ses meilleurs résultats olympiques en 2014 à Sotchi, où il est 45e du skiathlon et 46e du quinze kilomètres classique. Un an plus tard, l'Arménien entre pour la première fois dans le top trente en Coupe du monde avec la 20e place sur le quinze kilomètres libre à Rybinsk, lui valant un classement général.
En 2017, pour son ultime saison, il obtient ses meilleurs résultats sur la scène internationale, prenant notamment la 29e place du skiathlon aux Championnats du monde à Lahti et une médaille de bronze à la poursuite lors de l'Universiade à Almaty.

## Palmarès

### Jeux olympiques d'hiver
| Épreuve / Édition | Sprint                           | Sprint                           | 15 km                            | 15 km                            | Poursuite / Skiathlon 2 × 15 km | 50 km | Relais | Relais    |
| Épreuve / Édition | libre                            | classique                        | libre                            | classique                        | Poursuite / Skiathlon 2 × 15 km | 50 km | Sprint | 4 × 10 km |
| JO 2010 Vancouver | Épreuve inexistante à cette date | —                                | 70e                              | Épreuve inexistante à cette date | —                               | —     | —      | —         |
| JO 2014 Sotchi    | —                                | Épreuve inexistante à cette date | Épreuve inexistante à cette date | 46e                              | 45e                             | —     | —      | —         |

- : pas d'épreuve
- — : Non disputée par le skieur

### Championnats du monde
| Épreuve / Édition           | Sprint                           | Sprint                           | 15 km                            | 15 km                            | Poursuite / Skiathlon 2 × 15 km | 50 km | Relais | Relais    |
| Épreuve / Édition           | libre                            | classique                        | libre                            | classique                        | Poursuite / Skiathlon 2 × 15 km | 50 km | Sprint | 4 × 10 km |
| Mondiaux 2009 Liberec       | 105e                             | Épreuve inexistante à cette date | Épreuve inexistante à cette date | -                                | LAP                             | —     | -      | -         |
| Mondiaux 2011 Oslo          | 91e                              | Épreuve inexistante à cette date | Épreuve inexistante à cette date | 56e                              | -                               | -     | -      | -         |
| Mondiaux 2013 val di Fiemme | Épreuve inexistante à cette date | 75e                              | 55e                              | Épreuve inexistante à cette date | 58e                             | -     | —      | —         |
| Mondiaux 2015 Falun         | Épreuve inexistante à cette date | 60e                              | 67e                              | Épreuve inexistante à cette date | 45e                             | -     | —      | —         |
| Mondiaux 2017 Lahti         | —                                | Épreuve inexistante à cette date | Épreuve inexistante à cette date | 50e                              | 29e                             | 40e   | —      | —         |

### Coupe du monde
- Meilleur classement général : 130e en 2015.
- Meilleur résultat individuel : 20e.

#### Classements en Coupe du monde
| Année     | Classement général final | Classement distance |
| 2014-2015 | 130e                     | 78e                 |

### Universiades
- Almaty 2017 :
  -  Médaille de bronze sur la poursuite.